# Caligula regina
Caligula regina är en fjärilsart som beskrevs av Otto Staudinger 1901. Caligula regina ingår i släktet Caligula och familjen påfågelsspinnare. Inga underarter finns listade i Catalogue of Life.